# Mas de la Barque
Le Mas de la Barque est une station familiale de tourisme vert située en limite des communes de Pont de Montvert - Sud Mont Lozère et de Vialas en Lozère dans les Cévennes, accessible par la RD 66. C'est un pont de départ du sentier de grande randonnée 736, opérationnel pour l'été 2022.

## Activités
On y pratique :
- en hiver des activités nordiques[1] telles que :
  - le ski de fond (différentes pistes sont aménagées),
  - les raquettes à neige (notamment vers le pic Cassini),
  - la luge,
  - le ski de randonnée nordique (c'est un point de départ pour explorer le mont Lozère) ;
- en été, ce seront :
  - le vélo tout-terrain et le cyclotourisme[2],
  - la randonnée pédestre (le GR 72 passe au Mas),
  - la marche nordique,
  - le geocaching,
  - l'équitation,
  - le skiking

Location de matériel, hébergement et restauration et petite épicerie.
Elle est gérée par la Société d’économie mixte de la Lozère.

## Histoire
La station se trouve dans la petite région où a débuté le 24 juillet 1702 la guerre des Camisards.

## Fin du ski alpin au mas de la Barque
L'enneigement aléatoire (exposition sud) et le manque d'appui financier perturbaient le fonctionnement de la station pour l'activité de ski alpin. Le Parc national des Cévennes obligeait à démonter ses équipements. Les téléskis ont donc été démantelés et la station a fermé son domaine alpin. Le versant nord de la station, fermé plus tôt que le versant sud, jouissait d'une bonne situation géographique car il était placé près du rocher de l'aigle et des hauteurs du Mont Lozère (pic Cassini). Le secteur devenant dangereux, la station a été dans l'obligation de le supprimer.

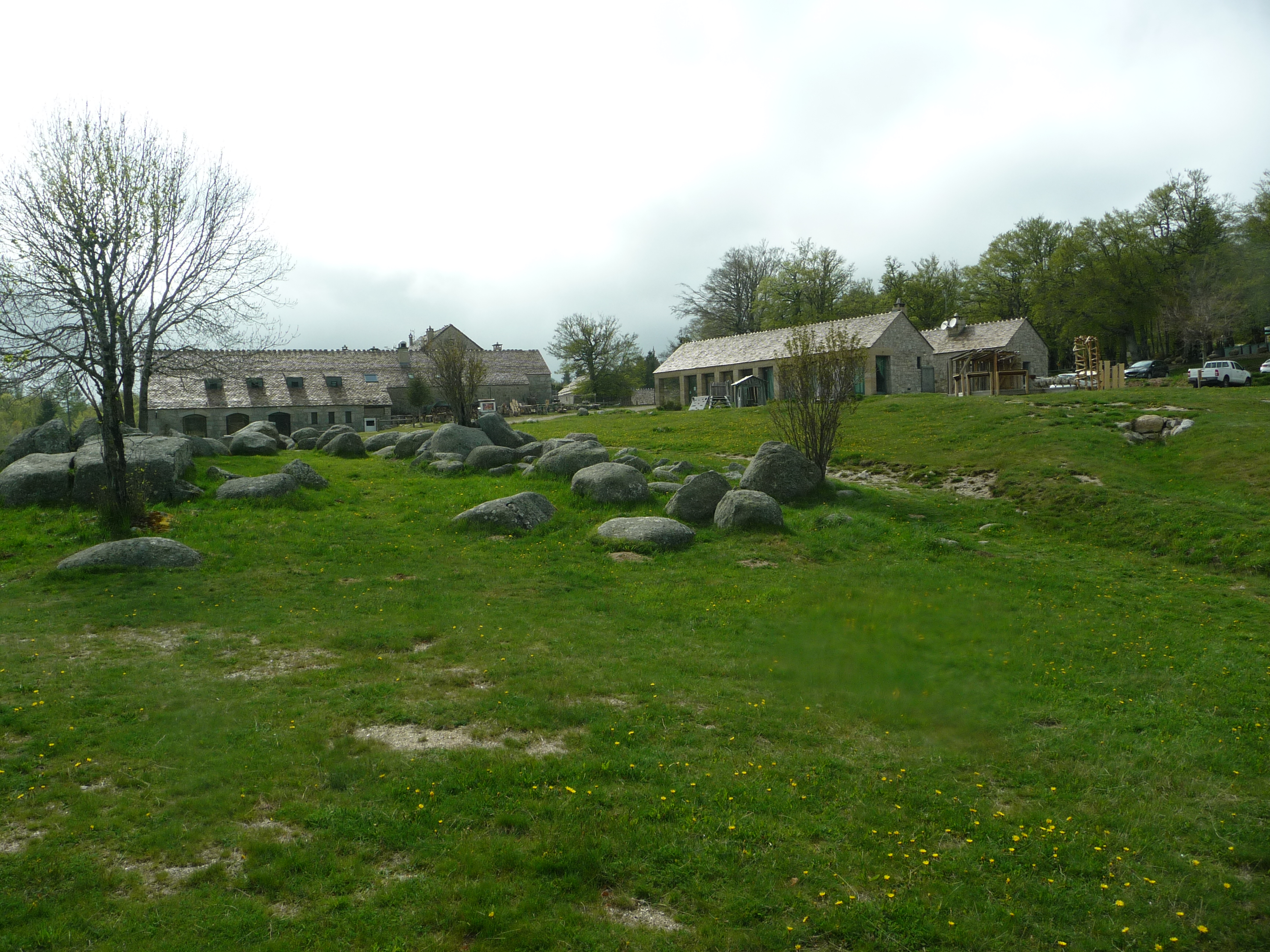
Centre du Mas de la Barque.